# Bouton (couture)
Pour les articles homonymes, voir Bouton.

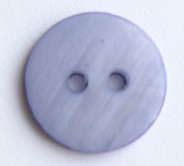
Un petit bouton plat à trous.

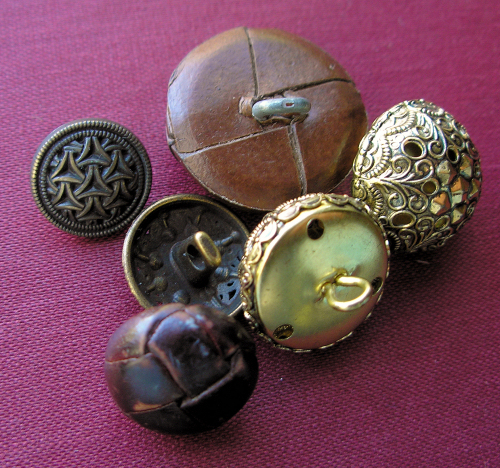
Boutons à queue de différentes matières et formes.

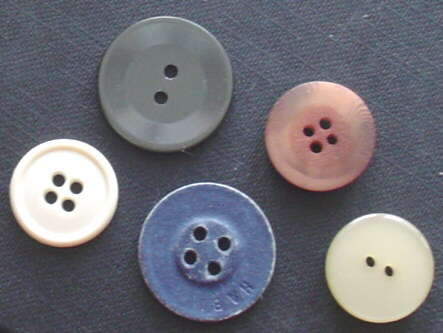
Boutons à trous de différentes matières et couleurs.

Un bouton est un petit objet généralement rond et plat. Il est utilisé en couture pour fermer les vêtements (chemises, pantalons, etc.) ou, parfois, à titre d'accessoire.
Le bouton se glisse dans une fente surpiquée du tissu, appelée « boutonnière » (ou parfois bride), afin d'y rester bloqué et de maintenir ensemble les deux morceaux d'étoffe.
Il existe une énorme diversité de boutons par rapport à la couleur, la forme ou le matériau.
Cependant, on distingue notamment les boutons à trous des boutons à queue. Du fait de cette diversité, ils sont collectionnés ; les collectionneurs s'appellent des « fibulanomistes ».

## Historique
Des boutons ou des objets assimilables, mais sans doute davantage utilisés dans un but esthétique que dans un but de fixation, ont été retrouvés dans les vestiges de la civilisation de la vallée de l'Indus, sur des sites chinois de l'âge du bronze, ainsi que dans la Rome antique.
La première mention littéraire du bouton date du XIIe siècle dans La Chanson de Roland, où il figure une petite chose sans valeur.
Les boutons utilisés dans le but de maintenir les vêtements ne semblent avoir été utilisés en Europe qu'à partir des XIIIe siècle et XIVe siècle, notamment pour maintenir les manches des chemises.
C'est sous Louis XIV que l'usage du bouton se répand en France, où il devient un accessoire de mode luxueux en s'agrémentant de joyaux ou de peintures traitées en miniatures. Certains domestiques avaient ainsi des boutons de livrée ciselés aux armes de leur maître.
Les boutons anciens étaient en os, en corne (cas du duffle coat), en ivoire, en cuir, en métal ou en nacre.
Au milieu du XIXe siècle apparaît le bouton de porcelaine, selon le procédé « Prosser » de pressage à sec. D'abord développée par la manufacture britannique Mintons, cette technique connaît son essor grâce à une invention de Jean-Félix Bapterosses, qui industrialise le procédé en utilisant une pâte plus plastique qui permet de presser jusqu'à 500 boutons à la fois. Alexandre Massé invente les boutons à quatre trous pour améliorer leur tenue.

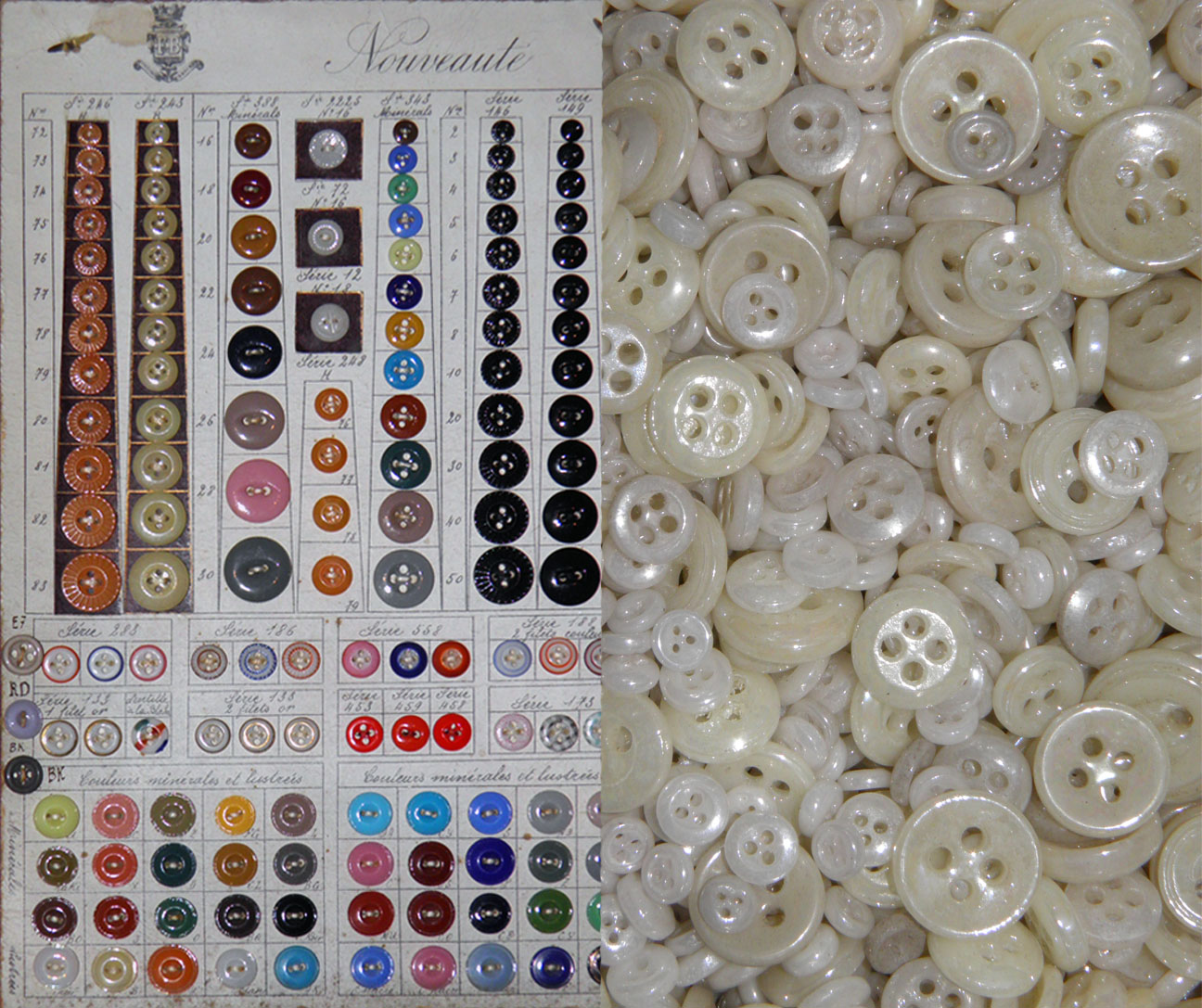
Boutons d'émail de Briare vers 1850.

Avant d'être supplanté par le plastique, le corozo sert à la fabrication de beaucoup de boutons.
Le bouton-pression est inventé par Bertel Sanders, au Danemark, en 1885.
En 1886, Albert-Pierre Raymond, qui vient de créer sa société, A.Raymond (France), met au point le bouton-pression à rivet.
Dans les années 1900, sous le règne du Britannique Édouard VII, pour les vestes masculines la mode est à quatre boutons positionnés assez hauts, avec de petits revers (habitude que les militaires conservent encore de nos jours sur leurs vestons carrés). Avec la silhouette plus évasée des années 1920, la mode passe à trois boutons puis, dans les années 1960, deux boutons, ce qui reste depuis la norme générale.

### Boutonnage à droite, boutonnage à gauche
Les vêtements des femmes portent les boutons à gauche et les boutonnières à droite, ce qui fait donc un boutonnage à droite ; pour les hommes, les boutons sont cousus à droite et les boutonnières à gauche. Cet usage se serait établi au cours du XVIIe siècle, et serait justifié par les faits suivants : les femmes étaient le plus souvent habillées par leur servante alors que les hommes s'habillaient eux-mêmes, le valet de chambre n'intervenant que pour préparer les vêtements et pour les ornements finaux. Les boutons étaient donc cousus pour que les servantes puissent boutonner plus facilement. Par ailleurs, les hommes portaient l'épée à gauche pour dégainer avec la main droite. Le boutonnage du vêtement devait ne pas gêner l'accès à l'arme. Cet usage du sens de boutonnage variant selon le sexe est devenu une règle toujours respectée de nos jours.

### Industrie du bouton et bouton d'uniforme
Sous la Monarchie de Juillet et le Second Empire, l'importance des uniformes militaires va entraîner un accroissement de l'industrie française du bouton. Au XIXe siècle, c'est une des spécialités de la France où naissent des entreprises qui se spécialisent dans ce savoir-faire. C'est le cas de la maison Trelon Weldon Weil (TWW), née en 1845 ou de la maison Anglade Massé & cnie (AM&C), née en 1853. Ces maisons fournissent non seulement les forces armées françaises mais celle d'autres pays du monde mais aussi les administrations ou encore les équipages de vénerie. À son apogée, l'industrie française emploie 30 000 personnes. Elle connaitra, cependant, des difficultés, au XXe siècle, face à la concurrence d'autres pays produisant des boutons en plastique sans utiliser le procédé du tournage.
Dans les années 1850, lassés de voir les pointes de leurs cols virevolter, des joueurs de polo britanniques auraient décidé de les faire fixer, ajoutant donc des boutons au col de leurs chemises. Si aux États-Unis, le col boutonné peut se porter avec une cravate, cela est moins courant en Europe.

## Coudre un bouton

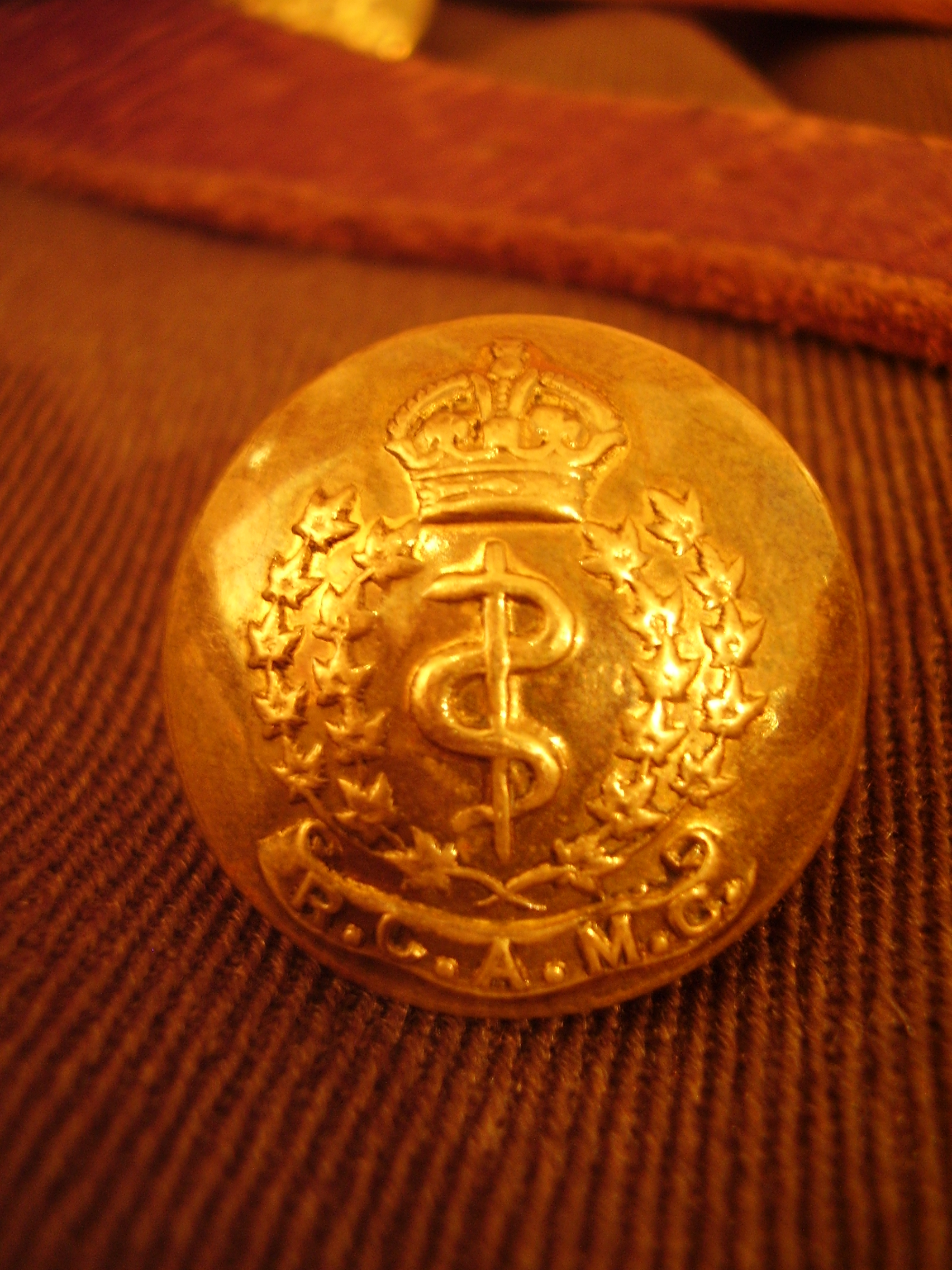
Bouton d'uniforme du corps médical de l'armée royale canadienne (R.C.A.M.C.).

Pour coudre un bouton, il est conseillé de laisser un espace entre le bouton et le tissu où il est cousu, pour faciliter l'insertion de l'autre morceau de tissu lors de la fermeture : pour ce faire, on utilise souvent une allumette placée sous le bouton, qui est cousue avec puis retirée, libérant ainsi l'espace de son épaisseur.